# Municipio de Springfield (condado de Burlington)
El municipio de Springfield (en inglés: Springfield Township) es un municipio ubicado en el condado de Burlington en el estado estadounidense de Nueva Jersey. En el año 2010 tenía una población de 3.414 habitantes y una densidad poblacional de 43,88 personas por km².

## Geografía
El municipio de Springfield se encuentra ubicado en las coordenadas 40°2′8″N 74°42′19″O / 40.03556, -74.70528.

## Demografía
Según la Oficina del Censo en 2000 los ingresos medios por hogar en el municipio eran de $69,268 y los ingresos medios por familia eran $72,292. Los hombres tenían unos ingresos medios de $49,044 frente a los $31,392 para las mujeres. La renta per cápita para la localidad era de $29,322. Alrededor del 3.6% de la población estaba por debajo del umbral de pobreza.